# 1928년 동계 올림픽 유고슬라비아 선수단
1928년 동계 올림픽 유고슬라비아 선수단은 스위스 장크트모리츠에서 개최된 1928년 동계 올림픽에 참가한 올림픽 유고슬라비아 선수단이다.

## 크로스컨트리

### 남자
| 선수              | 종목 | 경주    | 경주 |
| 선수              | 종목 | 기록    | 순위 |
| ----------------- | ---- | ------- | ---- |
| 페테르 클로푸타르 | 18km | 2'14:08 | 39   |
| 보리스 레이제크   | 18km | 2'28:44 | 42   |
| 스타네 크메트     | 50km | 6'32:07 | 28   |
| 스타네 베르바르   | 50km | 6'46:48 | 30   |
| 요슈코 얀샤       | 18km | 2'01:14 | 26   |
| 요슈코 얀샤       | 50km | 5'58:09 | 23   |
| 얀코 얀샤         | 18km | 2'19:54 | 40   |
| 얀코 얀샤         | 50km | 6'34:59 | 29   |

## 참조
- Comité Olympique Suisse (1928). “Résultats des Concours des IImes Jeux Olympiques d'hiver” (PDF) (프랑스어). Lausanne: Imprimerie du Léman. 2011년 2월 16일에 원본 문서 (PDF)에서 보존된 문서. 2008년 6월 10일에 확인함.
- sports-reference